# Nebulosa Razza
La Nebulosa Razza (in lingua inglese Stingray Nebula; Hen 3-1357) è una nebulosa planetaria situata nella costellazione dell'Altare. È la nebulosa planetaria più giovane conosciuta, in quanto si sarebbe formata nel 1987.

## Caratteristiche
Karl Gordon Henize scoprì nel 1967 la stella progenitrice della nebulosa, che classificò come un astro di classe spettrale A o B ad emissione Hα. Una successiva osservazione nel 1971 mostrò come la stella, ormai riconosciuta come una gigante blu del ramo asintotico, si fosse evoluta verso la fase di pre-nebulosa planetaria. Nel 1989 si appurò che ormai l'oggetto era divenuto una nebulosa planetaria; Parthasarathy e colleghi giunsero alla conclusione che la luce dell'evento sia giunta sulla terra dopo il 1975, probabilmente nel 1987, dopo aver viaggiato nello spazio per circa 18.000 anni luce.
Le osservazioni condotte nel 1995 sul nucleo della nebulosa mostrarono la presenza di una nana bianca di classe DA, la quale sembrava aver diminuito la sua luminosità di un fattore 3 tra il 1987 e il 1995. La massa stimata della nana ammonterebbe a circa 0,6 M☉, ed ha una compagna separata da essa di 0,3 arcosecondi. La massa dei gas nebulari ammonterebbe a 0,015 M☉.
La luminosità dell'oggetto è stimata sulle 3000 L☉.